# Hémoprotéine

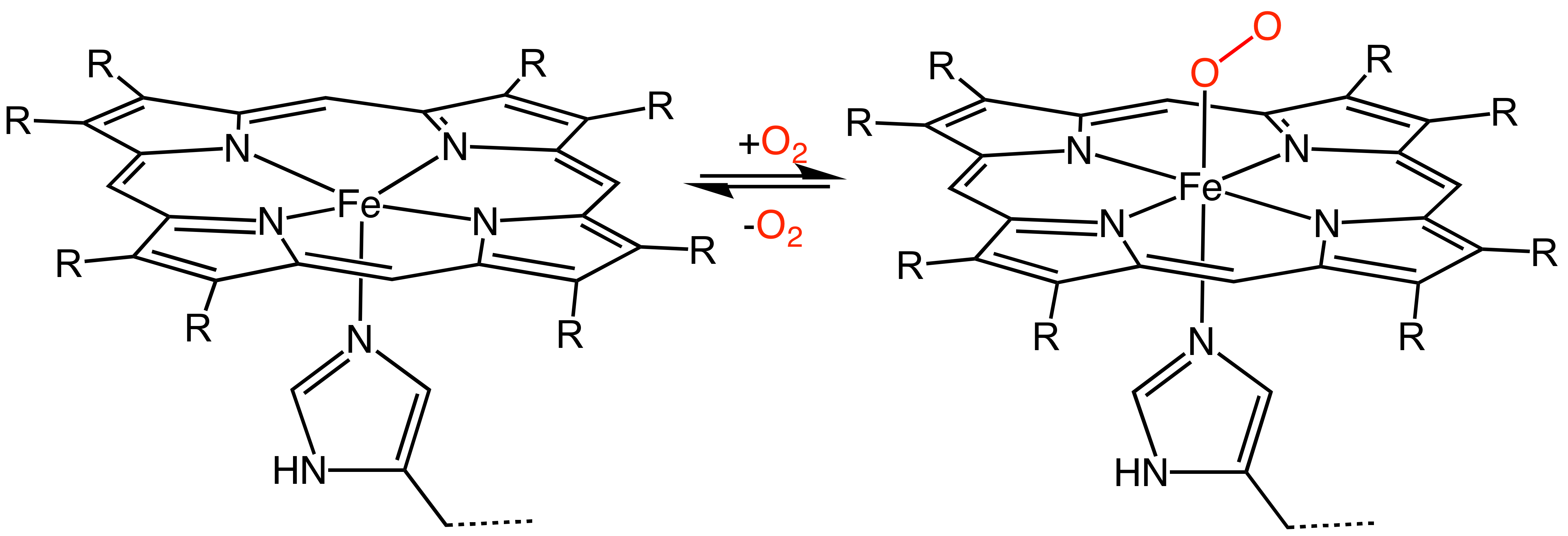
Liaison de l'oxygène à un groupe hème, partie caractéristique d'une hémoprotéine.

Une hémoprotéine (également appelée protéine à hème) est une protéine qui contient un groupe hème comme cofacteur. Les hémoprotéines constituent une large classe appartenant aux métalloprotéines. Le groupe hème leur confère une fonctionnalité, qui peut inclure le transport d'oxygène, la réduction de l'oxygène, le transfert d'électrons ainsi que d'autres processus. L'hème est liée à la protéine soit de façon covalente soit non covalente, ou bien les deux.
L'hème consiste en un cation de fer lié au centre de la base conjuguée de la porphyrine, ainsi que d'autres ligands attachés aux "sites axiaux" du fer. L'anneau porphyrine est un ligand planaire dianionique tétradentate. Le cation de fer est typiquement de forme Fe2+ ou Fe3+. Un ou deux ligands sont attachés aux sites axiaux. L'anneau porphyrine possède quatre atomes d'azote qui se lient au fer, laissant deux autres positions de coordination au fer disponibles pour qu'il se lie à l'histidine de la protéine et à un atome divalent.

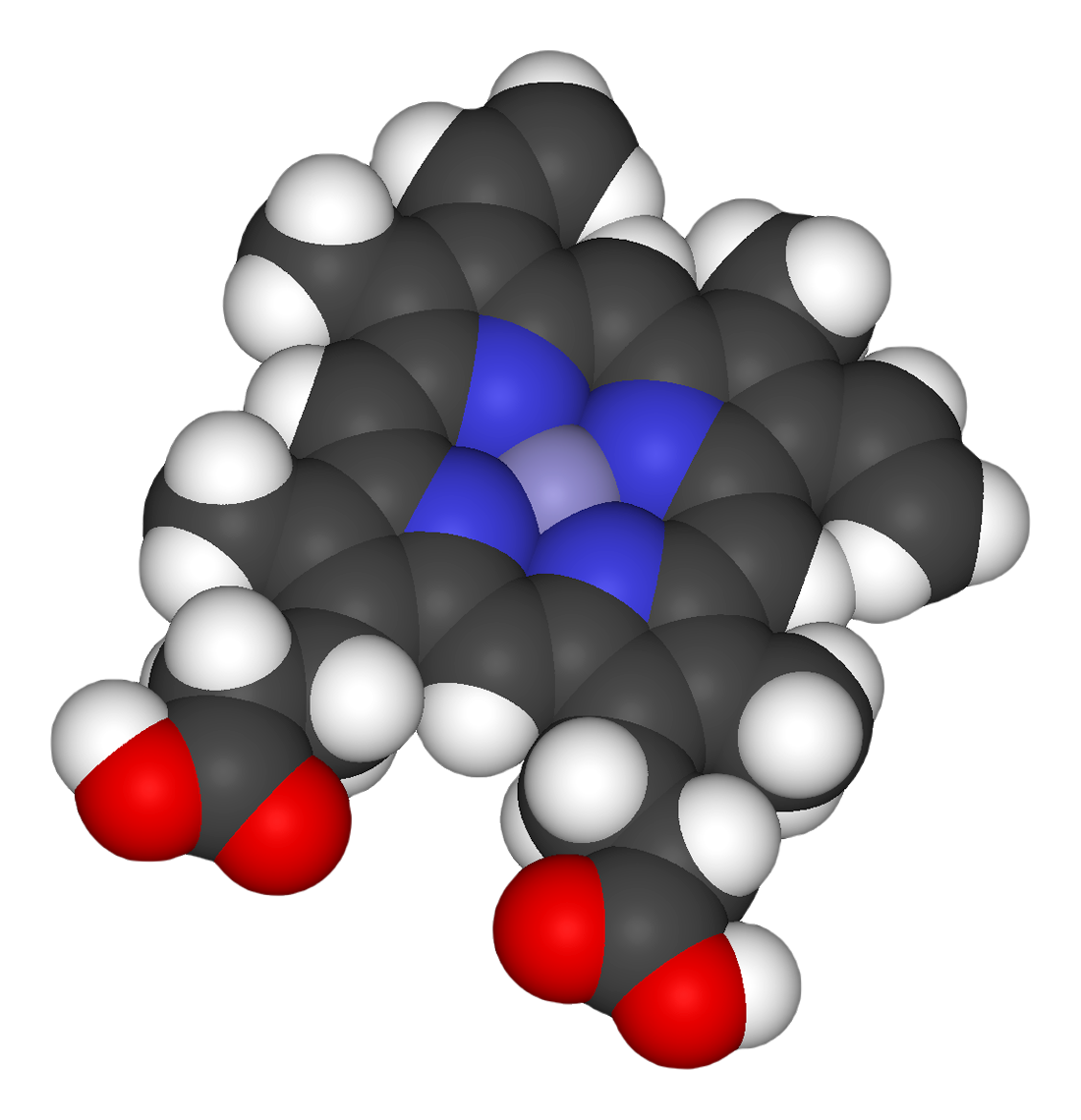
Illustration-modèle de la sous-unité Fe-protoporphyrine IX du cofacteur Hème b.

Les hémoprotéines ont probablement évolué afin d'incorporer, au niveau de la partie protéique, l'atome de fer contenu au sein de l'anneau protoporphyrine IX de l'hème. Comme cela rend les hémoprotéines réactives aux molécules pouvant se lier à un fer divalent, cette stratégie a été maintenue au cours de l'évolution car elle confère des fonctions physiologiques cruciales. Le dioxygène (O2), l'oxyde nitrique (NO), le monoxyde de carbone (CO) et le sulfure de dihydrogène (H2S) se lient au fer dans les hémoprotéines. Une fois liées au groupe hème, ces molécules peuvent moduler l'activité/fonction de ces hémoprotéines, permettant la transduction du signal. Ainsi, lorsqu'elles sont produites dans les systèmes biologiques (cellules), ces molécules gazeuses sont appelées des gazotransmetteurs.
En raison de leurs fonctions biologiques diverses et de leur abondance généralisée, les hémoprotéines sont parmi les biomolécules les plus étudiées. Des données sur la structure et la fonction des hémoprotéines ont été compilées dans la base de données HPD (The Heme Protein Database ou Base de données des HémoProtéines en français), une base de données secondaire de la PDB (Protein Data Bank ou Banque de Données des Protéines).

## Rôles
Les hémoprotéines possèdent diverses fonctions biologiques incluant le transport d'oxygène, accompli par des hémoprotéines telles que l'hémoglobine, la myoglobine, la neuroglobine, la cytoglobine et la léghémoglobine. Certaines hémoprotéines comme le cytochrome P450, la cytochrome c oxydase, les ligninases, la catalase et les peroxydases, sont des enzymes. Habituellement, elles activent l'O2 pour l'oxydation ou l'hydroxylation. Les hémoprotéines permettent aussi le transfert d'électrons car elles font partie de la chaîne de transport d'électrons. Les cytochromes a, b et c par exemple possèdent de telles fonctions de transfert d'électrons.
Enfin, le système sensoriel est également basé sur certaines hémoprotéines dont FixL, qui est un capteur d'oxygène, CooA, qui est un capteur de monoxyde de carbone, et la guanylyl-cyclase soluble.

## L'hémoglobine et la myoglobine[5],[6]
L'hémoglobine et la myoglobine sont des exemples d'hémoprotéines qui respectivement transportent et stockent l'oxygène chez les mammifères. L'hémoglobine est une protéine à structure quaternaire qui se retrouve dans les globules rouges, alors que la myoglobine est une protéine à structure tertiaire localisée dans les cellules musculaires des mammifères. Bien qu'elles puissent différer dans leur localisation et leur taille, leurs fonctions sont similaires. Étant donné que ce sont des hémoprotéines, elles contiennent toutes deux un groupe hème.
Le résidu His-F8 de la myoglobine, également connu sous le terme d'histidine proximale, est lié de façon covalente à la cinquième position de coordination du fer. L'oxygène interagit avec l'hisitine distale via une liaison hydrogène et non une liaison covalente. Il se lie à la sixième position de coordination du fer, et le résidu His-E7 de la myoglobine se lie à l'oxygène qui est maintenant lié de façon covalente au fer. C'est la même chose pour l'hémoglobine ; cependant, comme celle-ci possède quatre sous-unités, elle contient quatre groupes hème au total, ce qui permet à quatre molécules de dioxygène de se lier à la protéine.
La myoglobine et l'hémoglobine sont des protéines globulaires servant à lier et distribuer l'oxygène. Ces globines améliorent drastiquement la concentration de l'oxygène moléculaire pouvant être transporté dans les fluides biologiques des vertébrés et de certains invertébrés.
Ces deux globines contiennent un groupe vierge pour lier l'oxygène et contiennent plusieurs caractéristiques structurelles similaires. Pourtant, les différences de fonction entre ces deux protéines peuvent être étudiées d'un point de vue structurel, permettant de discuter sur la liaison au ligand et la régulation allostérique.
La myoglobine et l'hémoglobine sont indéniablement d'une importance vitale pour les vertébrés, malgré cela elles sont étudiées également car elles servent d'excellents modèles bien caractérisés pour illustrer les principes de structure, dynamique et fonction des protéines.

### Myoglobine
On retrouve la myoglobine dans les cellules musculaires des vertébrés. Les cellules musculaires, lorsqu'elles sont actives, peuvent rapidement avoir besoin d'une grande quantité d'oxygène pour respirer à cause de leur grande demande en énergie pour fonctionner. Ainsi, les cellules musculaires utilisent la myoglobine pour accélérer la diffusion de l'oxygène et agir comme réserves d'oxygène localisées pour les périodes de respiration intense.

### Hémoglobine
Chez les vertébrés, l'hémoglobine se trouve dans le cytosol des globules rouges circulant dans le sang. L'hémoglobine est parfois appelée la protéine de transport d'oxygène, afin de la différencier de sa cousine stationnaire myoglobine, bien que sa fonction et son mécanisme soient plus complexes que ce que ce nom laisse suggérer.
Chez les vertébrés, l'oxygène est prélevé à l'intérieur du corps par les tissus des poumons, et passe dans les globules rouges de la circulation sanguine au niveau des alvéoles pulmonaires. L'oxygène est ensuite distribué à tous les tissus du corps et déchargé des globules rouges vers les cellules qui respirent. Ensuite, l'hémoglobine ramasse le dioxyde de carbone issu de ces cellules pour le renvoyer dans les poumons où il sera expulsé par expiration. Ainsi, l'hémoglobine lie et largue à la fois l'oxygène et le dioxyde de carbone aux tissus appropriés, servant donc de "livreur" d'oxygène nécessaire au métabolisme cellulaire et d'"éboueur" du déchet résultant de cette respiration, à savoir le CO2.

## Cytochrome c oxydase
La cytochrome c oxydase est une enzyme incrustée dans la membrane interne des mitochondries. Sa fonction principale est d'oxygéner le cytochrome c. La cytochrome c oxydase contient plusieurs sites actifs métalliques.